# پایگاه داده

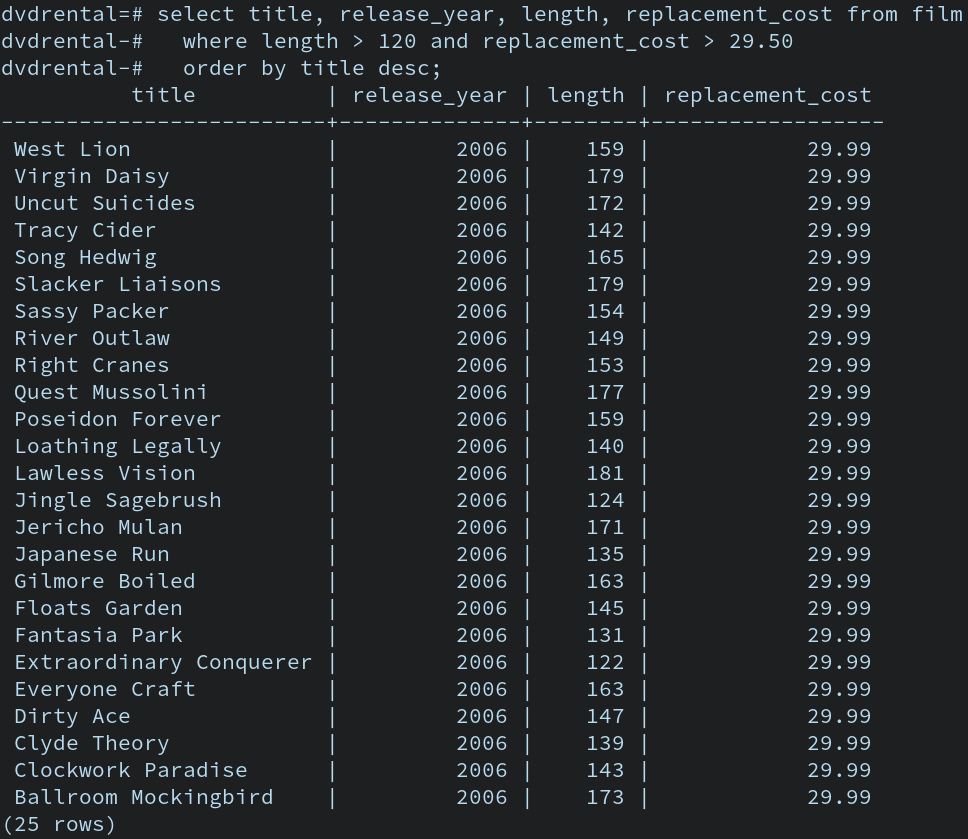
یک دستور «انتخاب» SQL و نتیجه آن

پایگاهِ داده یا داده‌پایگاه (به انگلیسی: database) (اختصاری پادا) یا دادگان که بانکِ داده، بانکِ اطلاعات، و پایگاهِ اطلاعاتی هم گفته می‌شود، یک مجموعه منظم و سازمان یافته از داده‌های ذخیره‌شده و الکترونیکی از سیستم رایانه‌ای برای محاسبات است. وقتی که پایگاه داده‌ها پیچیده‌تر هستند، اغلب با استفاده از تکنیک‌های طراحی رسمی و مدل‌سازی توسعه می‌یابند. سیستم مدیریت پایگاه داده (DBMS) نرم‌افزاری است که با کاربران نهایی، برنامه‌ها و خود پایگاه داده برای گرفتن و تجزیه و تحلیل داده‌ها در تعامل است. نرم‌افزار DBMS علاوه بر این، امکانات اصلی ارائه‌شده برای مدیریت پایگاه داده را نیز دربر می‌گیرد. از مجموع پایگاه داده، DBMS و برنامه‌های مرتبط می‌توان به عنوان «سیستم پایگاه داده» نام برد. غالباً از اصطلاح «پایگاه داده» برای اشاره آزادانه به هر یک از DBMS، سیستم پایگاه داده یا برنامه مرتبط با پایگاه داده استفاده می‌شود. دانشمندان کامپیوتر ممکن است سیستم‌های مدیریت پایگاه داده را بر اساس مدل‌های پایگاه داده‌ای که پشتیبانی می‌کنند، طبقه‌بندی کنند. پایگاه‌های داده رابطه‌ای در دهه ۱۹۸۰ غالب شدند. این داده‌ها به صورت سطر و ستون در مجموعه‌ای از جداول مدل می‌شوند و اکثریت قریب به اتفاق از SQL برای نوشتن و پرس‌وجو از داده‌ها استفاده می‌کنند. در دهه ۲۰۰۰، پایگاه داده‌های غیر رابطه‌ای محبوب شدند که به آنها NoSQL گفته می‌شود زیرا از زبانهای مختلف پرس‌وجو استفاده می‌کنند.

## تعریف
در اصطلاح‌نامه کتابداری در تعریف پایگاه اطلاعاتی آمده است: واحدی است از سوابق و بایگانی‌های قابل خواندن با ماشین که برای یک کاربرد واحد تعبیه نشده، بلکه به منزله یک مجموعه متجانس برای مقاصد مختلف به کار می‌رود.
در فرهنگ کاربران کامپیوتر تعریف پایگاه داده‌ها چنین آمده است: مجموعه‌ای از اطلاعات مرتبط دربارهٔ یک موضوع که به صورتی مفید سازمان یافته‌اند و پایگاهی برای روال‌هایی چون بازیابی اطلاعات، تصمیم‌گیری و نتیجه‌گیری در اختیار قرار می‌دهد.
اصطلاح پایگاه داده‌ها در فرهنگ تشریحی کامپیوتری مایکروسافت به شرح زیر توصیف شده است: مجموعه‌ای از داده‌ها، فایلی شامل تعدادی رکورد (یا جدول) متشکل از چند نوع فیلد (ستون)، در کنار عملگرهایی که جستجو، مرتب‌سازی و عملیات مشابه را آسان می‌سازد. پایگاه اطلاعاتی به سیستم نگهداری مجموعه‌ای از داده‌ها به هم گفته می‌شود که هدف آن حفظ اطلاعات و اشاعه آن در مواقع لزوم است۰ اطلاعات مورد اشاره به آن چیزی گفته می‌شود که فرد با سازمان برای گردش امور جاری خود به آن نیازمند است.

## اصطلاحات و بررسی اجمالی
پایگاه داده به مجموعه‌ای از داده‌های مرتبط، ساختارمند یا سازمان‌یافته گفته می‌شود که دسترسی به این اطلاعات معمولاً از طریق سیستم مدیریت پایگاه داده یا (DBMS) صورت می‌گیرد. سیستم مدیریت پایگاه داده متشکل از مجموعهٔ یکپارچه از نرم‌افزارهای رایانه‌ای است که به کاربران اجازه می‌دهد با یک یا چند پایگاه داده ارتباط یافته و به اطلاعات موجود در پایگاه داده دسترسی یابند؛ هرچند که این دسترسی می‌تواند کامل باشد یا در صورت وجود محدودیت به بخشی از اطلاعات دسترسی پیدا کنند. DBMS عملکردهای مختلفی را برای ورود، ذخیره‌سازی و بازیابی مقادیر زیادی از اطلاعات فراهم و راه‌های متنوعی برای مدیریت چگونگی سازمان‌یابی اطلاعات ارائه می‌کند. از آنجا که بین پایگاه داده و سیستم مدیریت پایگاه داده قرابت بسیاری وجود دارد، گاهی اصطلاح پایگاه داده برای اشاره به هر دو به کار می‌رود.
بیرون از دنیای فناوری اطلاعات حرفه‌ای، پایگاه داده مدتی است که اغلب برای اشاره به هر مجموعه‌ای از داده‌های مرتبط (مانند یک صفحه گسترده یا یک کارت شاخص) استفاده می‌شود. در این مقاله تنها با پایگاه داده‌ای که در آن اندازه و شرایط ضروری استفاده از سیستم مدیریت پایگاه داده مهم است، سروکار داریم.
موجودیت دی.بی.ام.اس. عملکردهای مختلفی را برای مدیریت یک پایگاه داده در اختیار قرار می‌دهد؛ و داده‌های موجود در پایگاه که می‌توانند طبقه‌بندی  شوند به چهار دسته اصلی عملیاتی دسته‌بندی می‌شوند:
- تعریف داده‌ها: ایجاد، اصلاح و حذف تعاریفی که سازمان یک داده با آن تعریف می‌شود.
- به روزرسانی: درج، اصلاح و حذف داده‌های واقعی.
- بازیابی: ارائه اطلاعات در یک قالب به صورتی که به‌طور مستقیم قابل استفاده یا قابل پردازش برای برنامه‌های کاربردی دیگر باشد. داده‌های بازیابی شده ممکن است در یک قالب که اساساً همانند آن چیزی که در پایگاه داده ذخیره شده است ساخته شود یا در قالب جدیدی ناشی از تغییر و ترکیب اطلاعات موجود در پایگاه به وجود آید.
- مدیریت: ثبت‌نام و نظارت بر کاربران، اجرای امنیت داده‌ها، نظارت بر عملکرد، حفظ تمامیت داده‌ها، خرید و فروش با کنترل همزمانی و دوره نقاهت بعد از اطلاعات است که توسط برخی از حوادث مانند خطای غیرمنتظره سیستم به وجود آید.

هم پایگاه داده و هم DBMS مطابق با اصول مدل پایگاه داده خاص هستند. «سیستم پایگاه داده» اشاره جمعی به مدل پایگاه داده، سیستم مدیریت پایگاه داده و پایگاه داده است. از لحاظ فیزیکی، سرورهای پایگاه داده کامپیوتر به برگزاری پایگاه‌های داده واقعی اختصاص داده شده است و اجرا تنها DBMS و نرم‌افزارهای مرتبط است. سرورهای پایگاه داده معمولاً از چند کامپیوتر، با حافظه و دیسک RAID مورد استفاده برای ذخیره‌سازی پایدار تشکیل شده‌اند.RAID برای بازیابی داده‌ها استفاده می‌شود. اگر هر کدام از دیسک‌ها یا سخت‌افزار شتاب‌دهنده پایگاه داده، از طریق یک کانال با سرعت بالا به یک یا چند سرویس دهنده متصل شود، در محیط‌های پردازش تراکنش با حجم زیادی استفاده می‌شوند. دی.بی.ام.اِس در قلب اکثر برنامه‌های کاربردی پایگاه داده یافت می‌شود. دی.بی.ام.اِس ممکن است در اطراف یک هسته چندوظیفه‌ای سفارشی ساخته‌شده برای حمایت از شبکه ساخته شده باشد، اما دی.بی.ام.اس. پیشرفته به‌طور معمول در یک سیستم عامل استاندارد وجود دارد. دی.بی.ام.اس. شامل یک بازار اقتصادی قابل توجه برای فروشندگان کامپیوتر و ذخیره‌سازی الزامات DBMS در برنامه‌های توسعه داده است. پایگاه داده‌ها و دی.بی.ام.اس. را می‌توان با توجه به مدل پایگاه داده (بازدیدکنندگان) که آن‌ها را پشتیبانی می‌کند (مانند رابطه یا XML)، نوع (بازدیدکنندگان) کامپیوترهایی که آن‌ها را اجرا می‌کند (از یک خوشه سرور به یک تلفن همراه) طبقه‌بندی کرد.

## تاریخچه پایگاه داده

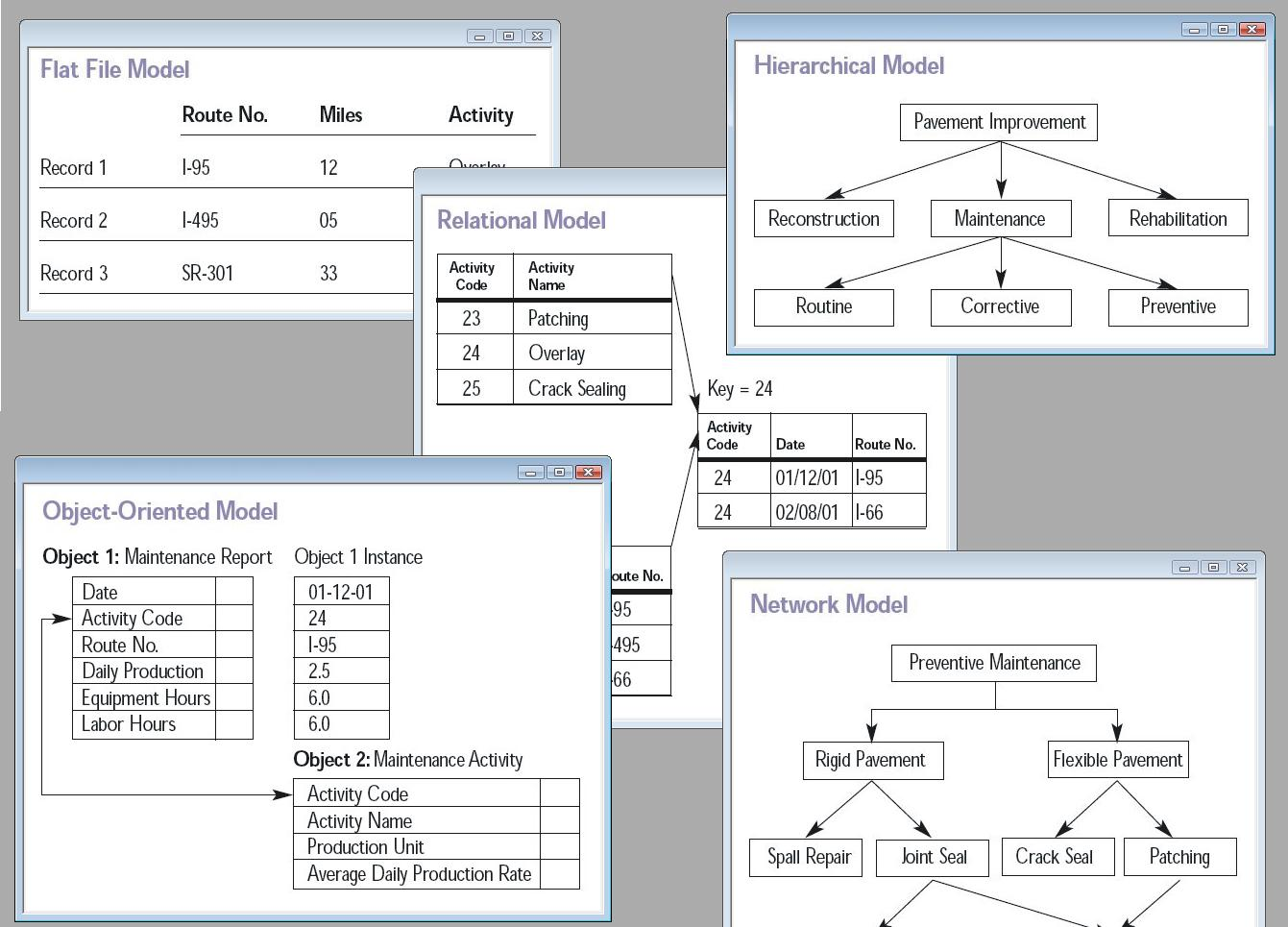
انواع مدل‌های داده‌ای شامل فایل تخت، رابطه‌ای، شیءگرا، سلسله‌مراتبی و شبکه‌ای را نمایش می‌دهد و روش‌های مختلف مدیریت داده را نشان می‌دهد.

### مفهوم پایگاه داده
مفهوم پایگاه داده از دههٔ ۱۹۶۰ برای کاهش مشکلات فزاینده در طراحی، ساخت و نگهداشت سامانه‌های اطّلاعاتی (معمولاً با تعداد زیادی کاربرِ نهایی همزمان، و با تعداد زیادی دادهٔ مختلف) ایجاد شده است. این مفهوم به همراه مفهوم سیستم‌های مدیریت پایگاه داده که دستکاری مؤثر و کارا به پایگاه داده‌ها را ممکن می‌کند، رشد کرده است.
اولین کاربردهای اصطلاح پایگاه داده به ژوئن ۱۹۶۳ بازمی‌گردد، یعنی زمانی که شرکت System Development Corporation مسئولیت اجرایی یک طرح به نام «توسعه و مدیریت محاسباتی یک پایگاه داده‌ای مرکزی» را بر عهده گرفت. پایگاه داده به عنوان یک واژه واحد در اوایل دهه ۷۰ در اروپا و در اواخر دهه ۷۰ در خبر نامه‌های معتبر آمریکایی به کار رفت. (بانک داده‌ای یا در اوایل سال ۱۹۶۶ در روزنامه واشینگتن پست به کار رفت)
اولین سیستم مدیریت پایگاه داده در دهه ۶۰ گسترش یافت. از پیشگامان این شاخه چارلز بکمن است. مقالات بکمن نشان داد که فرضیات او برای دسترسی به وسایل ذخیره‌سازی بسیار مؤثرتر و کاربردی‌تر هستند. در آن زمان‌ها پردازش داده بر پایه کارت‌های منگنه و نوارهای مغناطیسی بود که پردازش سری اطلاعات را مهیا می‌کند. دو نوع مدل داده‌ای در آن زمان‌ها ایجاد شد:CODASYL موجب توسعه مدل شبکه‌ای شد که ریشه در نظریات بکمن داشت و مدل سلسله مراتبی که توسط North American Rockwell ایجاد شد و بعداً با اقتباس از آن شرکت IBM محصول IMS را تولید نمود.

مدل رابطه‌ای توسط E. F. Codd در سال ۱۹۷۰ ارائه شد. او مدل‌های موجود را مورد انتقاد قرار می‌داد. برای مدتی نسبتاً طولانی، این مدل در مجامع علمی مورد تأیید بود. اولین محصول موفق برای میکرو کامپیوترها dBASE بود که برای سیستم‌عامل‌های CP/M و PC-DOS/MS-DOS ساخته شد. در جریان سال ۱۹۸۰، پژوهش بر روی پایگاه‌های مدل توزیع‌شده و ماشین‌های پایگاهی (database machines) متمرکز شد، اما تأثیر کمی بر بازار گذاشت. در سال ۱۹۹۰ توجهات به طرف مدل شیءگرا جلب شد. این مدل جهت کنترل داده‌های مرکب لازم بود و به‌سادگی بر روی پایگاه داده‌های خاص، مهندسی داده (شامل مهندسی نرم‌افزار منابع) و داده‌های چند رسانه‌ای کار می‌کرد.
در سال ۲۰۰۰ نوآوری تازه‌ای رخ داد و پایگاه اکس‌ام‌ال (XML) به وجود آمد. هدف این مدل از بین بردن تفاوت بین مستندات و داده‌ها است و کمک می‌کند که منابع اطلاعاتی چه ساخت‌یافته باشند یا نه در کنار هم قرار گیرند.

## نرم‌افزار
پایگاه داده‌ها برای حمایت از عملیات داخلی سازمان‌ها و زیربنای تعامل آنلاین با مشتریان و تأمین‌کنندگان (نرم‌افزار شرکت مراجعه کنید) استفاده می‌شود. پایگاه داده‌ها برای نگهداری اطلاعات اداری و اطلاعات تخصصی‌تر، مانند داده‌های مهندسی یا مدل‌های اقتصادی استفاده می‌شود. نمونه‌هایی از برنامه‌های کاربردی پایگاه داده شامل سیستم کتابخانه کامپیوتری، سیستم رزرو پرواز و سیستم‌های موجودی computerizedparts.Access نرم‌افزاری است که به کمک آن می‌توانید بانک اطلاعاتی (پایگاه داده) ایجاد کنید. این نرم‌افزار به شما امکان می‌دهد تا اطلاعات خود را در مجموعه‌ای از جدول‌ها ذخیره کنید. با کمک اکسس می‌توانید مقادیر زیادی از داده‌ها را به‌طور مؤثر مدیریت کرده و به اشتراک بگذارید. این نرم‌افزار به شما امکان می‌دهد داده‌ها را از طریق فرم و گزارش‌های حرفه‌ای نمایش دهید و برای هر کاری از پروژه‌های کوچک گرفته تا مشاغل بزرگ مناسب است. اکسس یکی از نرم‌افزارهای مجموعه مایکروسافت آفیس (Microsoft Office) است که همراه با ورد، اکسل، پاورپوینت و وان‌نوت روی سیستم شما نصب می‌شود.

## توضیح دی.بی.ام. اس

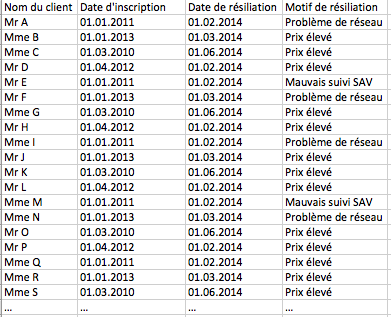
پایگاهِ داده یا داده‌پایگاه

DBMS یک سیستم نرم‌افزار پیچیده تکامل یافته است و توسعه آن به‌طور معمول به هزاران نفر و سال تلاش و توسعه نیاز دارد. برخی از دی.بی.ام. اس مانند Adabas، اوراکل و DB2. هدف دی.بی.ام. اس رفع نیازهای برنامه‌های کاربردی ست. با این حال، این واقعیت است که هزینه توسعه می‌تواند مقرون به صرفه تر باشد. با این حال، DBMS همیشه راه حل بهینه‌ای دارد: در برخی مواردDBMS ممکن سربار غیرضروری را معرفی کند. نمونه‌های بسیاری از سیستم‌های که با استفاده از پایگاه داده‌های خاص وجود دارد. یک مثال رایج سیستم ایمیل است: سیستم‌های ایمیل طراحی شده است برای بهینه‌سازی مدیریت پیام‌های ایمیل، و نیازی بخش قابل توجهی از قابلیت DBMS است. بسیاری از بانک‌های اطلاعاتی نرم‌افزار برنامه‌ای است برای دسترسی به پایگاه داده از طرف کاربران نهایی، بدون قرار دادن رابط DBMS به‌طور مستقیم. برنامه نویسان نرم‌افزار ممکن است یک پروتکل سیم به‌طور مستقیم، یا به احتمال زیاد از طریق یک رابط برنامه‌نویسی برنامه استفاده کنند. طراحان پایگاه داده و مدیران پایگاه داده با DBMS از طریق رابط‌های اختصاص داده شده برای ساخت و حفظ برنامه‌های کاربردی ' پایگاه‌های داده، و در نتیجه نیاز به برخی از دانش بیشتر و درک در مورد چگونگی عملکرد دی.بی.ام. اس و رابط خارجی و پارامترهای تنظیم دی.بی.ام. اس تعامل می‌کنند.

## نمونه
یکی از راه‌های طبقه‌بندی پایگاه‌های داده شامل نوع محتویات آن‌ها است، به عنوان مثال: کتابشناسی، سند متن، اشیاء آماری، یا چند رسانه‌ای. راه دیگر این است که توسط منطقه کاربرد آن‌ها طبقه‌بندی شود، به عنوان مثال: حسابداری، آهنگ موسیقی، فیلم، بانکداری، تولید، یا بیمه. راه سوم این است که توسط برخی از جنبه‌های فنی، مانند ساختار بانک اطلاعاتی یا نوع رابط طبقه‌بندی شود. در این بخش برای توصیف انواع پایگاه داده‌ها از چند صفت استفاده می‌شود.. پایگاه داده‌ها در حافظه یک پایگاه داده است که در درجه اول در حافظه اصلی ساکن است، اما به‌طور معمول حمایت کردن توسط حافظهٔ غیر فرار داده‌های کامپیوتر انجام می‌شود. پایگاه‌های داده‌ای که در حافظه اصلی هستند سریع تر از پایگاه داده‌های هستند که در دیسک و غیره قرار دارند؛ که اغلب در تجهیزات شبکه ارتباطات از راه دور مورد استفاده قرار می‌گیرند
پلت فرم SAP HANA موضوع بسیار مهم در حافظه پایگاه داده است. تا ماه مه سال ۲۰۱۲، HANA قادر به اجرا بر روی سرور با حافظه اصلی 100TB طراحی شده توسط آی بی ام بود. بنیان‌گذار شرکت ادعا کرد که این سیستم به اندازه کافی بزرگ برای اجرای بزرگ‌ترین مشتریان SAP بود.
پایگاه داده فعال شامل رویداد معماری محور است که می‌تواند به شرایط هر دو داخل و خارج از پایگاه داده، پاسخ دهد. استفاده احتمالی عبارتند از نظارت بر امنیت، هشدار، جمع‌آوری آمار و مجوز. بسیاری از بانک‌های اطلاعاتی و ارائه ویژگی‌های پایگاه داده فعال در قالب عوامل پایگاه داده.
پایگاه داده ابر متکی بر فناوری ابر. پایگاه داده و بسیاری از DBMS، «در ابر» در حالی که برنامه‌های کاربردی آن هم توسط برنامه نویسان توسعه یافته و بعد حفظ می‌شود و توسط کاربران نهایی از طریق aweb مرورگر و رابط‌های برنامه کاربردی گسترش می‌یابد. آرشیو داده‌ها از پایگاه داده‌های عملیاتی و اغلب از منابع خارجی است مانند شرکت‌های تحقیقات بازار. انبار منبع اصلی اطلاعات برای استفاده توسط مدیران و دیگر کاربران نهایی است که ممکن است دسترسی به داده‌های عملیاتی نداشته باشند. به عنوان مثال، فروش اطلاعات ممکن است به روز بالغ هفته جمع و تبدیل از کد محصول داخلی به استفاده از UPCs به‌طوری‌که می‌توان آن‌ها را با داده‌های ACNielsen مقایسه شده است. • بعضی از اجزای اساسی و ضروری از انبار داده‌ها شامل: بازیابی، تجزیه و تحلیل، و داده کاوی، تبدیل، بارگیری و مدیریت داده‌ها، تا که آن‌ها را برای استفاده بیشتر در دسترس قرار دهد.
پایگاه داده استنتاجی ترکیبی از برنامه‌نویسی منطقی با یک پایگاه داده رابطه‌ای است، به عنوان مثال با استفاده از زبان DATALOG
پایگاه داده توزیع شده که در آن داده و DBMS دهانه چندین کامپیوتر است.
پایگاه داده سند گرا برای ذخیره‌سازی، بازیابی و مدیریت اطلاعات، یا داده‌های نیمه ساخت طراحی شده است. پایگاه داده سند گرا یکی از دسته‌بندی‌های اصلی پایگاه داده نواسکیوال است. سیستم پایگاه داده‌های جاسازی شدهDBMS که بانرم‌افزار است.
پایگاه داده‌های کاربر نهایی از داده توسعه‌یافته توسط کاربران فردی نهایی است. نمونه‌هایی از این مجموعه اسناد، صفحات گسترده، ارائهٔ چند رسانه‌ای، و فایل‌های دیگر است.. برخی از محصولات پایگاه داده‌ها بسیار ساده‌تر از دی.بی.ام. اس کامل است. با قابلیت DBMS ابتدایی تر.
یک سیستم پایگاه داده فدرال شامل چندین پایگاه‌های داده مجزا با DBMS مجزا است. آن را به عنوان یک پایگاه داده واحد که توسط یک سیستم مدیریت پایگاه داده فدرال (FDBMS) مدیریت می‌شود، که از ادغام دی.بی.ام. اس‌های مستقل متعدد از انواع مختلف (که در این صورت آن را نیز یک سیستم پایگاه داده ناهمگن است) به کار گرفته شده است، و آن‌ها را با یک دیدگاه مفهومی یکپارچه فراهم می‌کند.
گاهی چند پایگاه داده به عنوان مترادفی از پایگاه داده فدرال استفاده می‌شود، هر چند که ممکن است کمتر اشاره به گروهی از پایگاه داده شود (به عنوان مثال، بدونFDBMS و طرح یکپارچه مدیریت) که در یک برنامه واحد همکاری کنند. این مورد به‌طور معمول برای توزیع استفاده می‌شود، که به‌طور معمول شامل یک پروتکل اتمی مرکب (ACP)است، به عنوان مثال، دو فاز مرکب پروتکل، اجازه می‌دهد تا توزیع (جهانی) معاملات در سراسر پایگاه داده‌های شرکت‌کننده انجام شود.
پایگاه داده نمودار یک نوع پایگاه داده نواسکیوال است که با استفاده از ساختار گراف با گره، لبه، و خواص برای نشان دادن و ذخیره اطلاعات است. پایگاه داده نمودار عمومی است که می‌تواند هر گراف ذخیره‌ای متمایز از پایگاه داده نمودارهای تخصصی مانند triplestores و پایگاه داده شبکه باشد.
آرایه DBMS یک نوع نواسکیوال DBMS است که اجازه می‌دهد تا به مدله فروشگاه و بازیابی (معمولاً بزرگ) arrayssuch چند بعدی به عنوان تصاویر ماهواره‌ای و خروجی شبیه‌سازی آب و هوا تبدیل شود. درhypertext یا hypermedia پایگاه داده، هر کلمه یا یک تکه از متن به نمایندگی یک شی در می‌آید. به عنوان مثال، قطعه دیگری از متن، مقاله، عکس، یا یک فیلم. می‌توان به آن لینکهایی از پایگاه‌های داده ابرمتن به ویژه برای سازماندهی مقادیر زیادی از اطلاعات ناهمگون داده شود. به عنوان مثال، آن‌ها برای سازماندهی دائرةالمعارف آنلاین، مفید هستند که در آن کاربران به راحتی می‌توانند کارهایی مثل پرش اطراف متن را از طریق شبکه جهانی وب دردسترس همه قرار دهند در نتیجه یک پایگاه داده بزرگ توزیع فرامتن به وجود میاورد.
پایگاه دانش یک نوع خاص از پایگاه داده برای مدیریت دانش است، ارائه روشی برای جمع‌آوری، سازمان، و بازیابی دانش کامپیوتری است. همچنین مجموعه‌ای از داده‌های نشان دهنده مشکلات با راه حل‌های خود و تجارب مرتبط با آن است.
پایگاه داده‌های تلفن همراه که در دستگاه رایانه همراه و تلفن‌های همراه قرار دارد.
پایگاه داده عملیاتی ذخیره داده مفصل در مورد عملیات سازمان است. آن‌ها به‌طور معمول پردازش حجم نسبتاً بالایی از به روزرسانی با استفاده از معاملات را بر عهده دارند. مثال‌ها عبارتند از پایگاه داده‌های مشتری که رکورد تماس، اعتبار، و اطلاعات جمعیتی در مورد کسب و کار • مشتریان را بر عهده دارد. پایگاه داده پرسنل که نگهداری اطلاعات مانند حقوق و دستمزد، مزایای، داده مهارت‌های مورد کارکنان، سیستم‌های برنامه‌ریزی منابع سازمانی است که جزئیات رکورد در مورد اجزای محصول، موجودی قطعات، و پایگاه داده مالی که پیگیری پول سازمان، حسابداری و معاملات مالی را بر عهده دارد.
پایگاه داده موازی به دنبال بهبود عملکرد از طریق موازی برای انجام وظایفی مانند: بارگذاری اطلاعات، شاخص ساختمان و ارزیابی نمایش داده است. معماری DBMS موازی عمدتاً توسط معماری سخت‌افزار انجام می‌شود که عبارتند از:
- به اشتراک گذاشتن معماری حافظه، که در آن پردازنده‌های چند گانه را به اشتراک فضای حافظه اصلی، و همچنین به عنوان ذخیره‌سازی داده‌ها دیگر درمی‌آورند.

به اشتراک گذاشتن معماری دیسک، که در آن هر واحد پردازش (به‌طور معمول شامل پردازنده‌های چند گانه) دارای حافظه اصلی خود است، اما همه واحدهای اشتراک ذخیره‌سازی دیگر نیز وجود دارند.
به اشتراک گذاشتن معماری که در آن هر واحد پردازش حافظه اصلی و ذخیره‌سازی دیگر انجام می‌شود.
پایگاه‌های داده احتمالاتی استخدام منطق فازی به منظور جلب استنتاج از داده‌های مبهم.
زمان واقعی معاملات فرایند پایگاه داده برای نتیجه عملیات.
پایگاه داده فضایی می‌تواند داده‌های با ویژگی‌های چند بعدی را ذخیره کند. نمایش در چنین داده‌هایی مبتنی بر مکان نمایش داده است. مانند "کجا نزدیکترین هتل در منطقه من است؟ "
پایگاه داده زمانی بر اساس جنبه‌های زمان ساخته شده است، به عنوان مثال یک مدل داده زمانی و نسخه زمانی SQL. بیشتر به‌طور خاص جنبه‌های زمانی معمولاً شامل وقت و زمان معامله معتبر است.
پایگاه داده اصطلاحات گرا ایجاد شده بر یک پایگاه داده شی گرا، اغلب برای یک رشته خاص سفارشی است. پایگاه داده داده‌های بدون ساختار در نظر گرفته شده برای ذخیره در راه کنترل و حفاظت اشیاء گوناگون که متناسب نیست در نظر گرفته شده‌اند. به‌طور طبیعی و به راحتی در پایگاه داده‌های مشترک وجود دارند. اکثردی. بی.ام. اس‌ها در حال حاضر برای حمایت از داده‌های بدون ساختار به روش‌های مختلف است، و دی.بی.ام. اس‌های جدید مخصوص در حال ظهور است.

### ۱۹۶۰ ناوبری DBMS

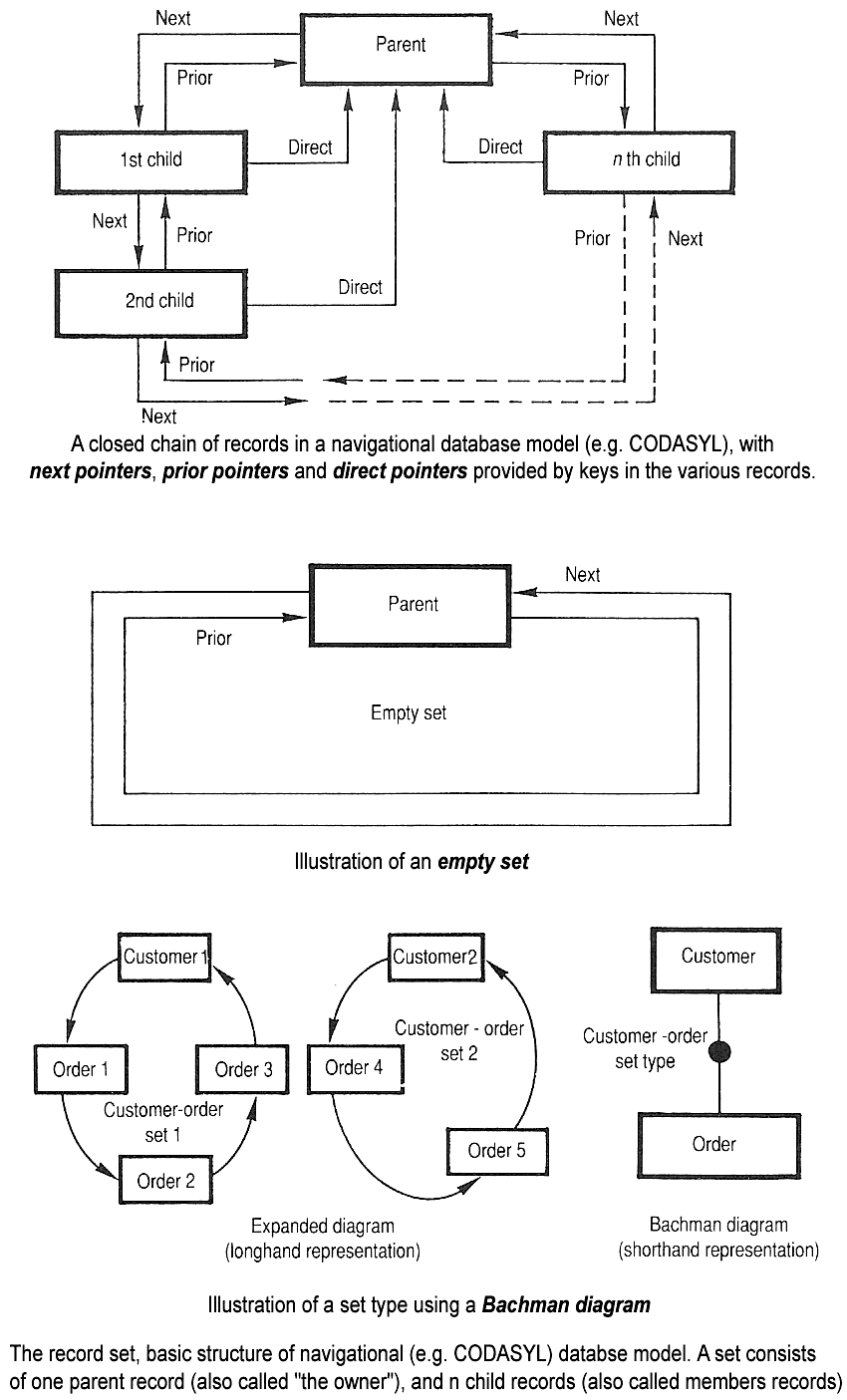
Basic structure of navigational CODASYL database model

## مدل‌های پایگاه داده
الگوی کاری کاربران پایگاه داده‌ها را در سطح منطقی مشخص می‌کند. شگردهای مختلفی برای مدل‌های داده‌ای وجود دارد. برای هر یک از مدل‌های منطقی اجراهای فیزیکی مختلفی قابل پیاده‌سازی است و سطوح کنترل مختلفی در انطباق فیزیکی برای کاربران مهیا می‌کند. این مدل‌ها عبارتند از مدل تخت، مدل سلسله مراتبی، مدل شبکه‌ای و مدل رابطه‌ای. مدل رابطه‌ای اساس کار سامانه مدیریت پایگاه داده‌های امروزی است.

## طراحی و مدل‌سازی
اولین وظیفه یک طراح پایگاه داده این است که برای تولید یک مدل داده مفهومی که منعکس‌کننده ساختار اطلاعات در پایگاه داده برگزار می‌شود طرحی پیشنهاد کند. به منظور توسعه یک مدل موجودیت-ارتباط، اغلب با کمک ابزار طراحی. یکی دیگر از روش محبوب زبان مدل‌سازی یکپارچه است. مدل داده موفق به دقت حالت منعکس‌کننده بستگی دارد مدل ممکن از جهان خارج شود: به عنوان مثال، اگر مردم می‌توانند بیش از یک شماره تلفن داشته باشد، در حقیقت اجازه نمی‌دهد که بیش از یک اطلاعات ذخیره شود. طراحی مدل داده مفهومی خوب نیاز به درک خوبی از دامنه کاربرد کاربران دارد. معمولاً شامل پرسیدن سوال‌های عمیق در مورد چیزهایی که یک سازمان به آن علاقه دارد است، مانند " یک مشتری می‌تواند یک عرضه‌کننده کالا باشد؟ "، یا " اگر یک محصول با دو فرم مختلف از بسته‌بندی به فروش می‌رسد، همان محصول یا محصولات مختلف آن است ؟"پرسش تعاریف اصطلاحات برای اشخاص (مشتریان، محصولات، پرواز، بخش پرواز) و روابط آن‌ها و ویژگی‌های ایجاد شده مورد استفاده قرار می‌گیرد. تولید مدل داده مفهومی گاهی شامل ورودی از فرایندهای کسب و کار، یا تجزیه و تحلیل گردش کار در سازمان است. این می‌تواند به ایجاد اطلاعاتی در پایگاه داده مورد نیاز کمک کند. به عنوان مثال، می‌تواند به تصمیم‌گیری پایگاه داده مورد نیاز برای نگهداری داده‌های تاریخی و همچنین داده‌های فعلی کمک کند. پس از تولید یک مدل داده مفهومی کاربران خوشحال هستند.
مرحله بعدی این است که این طرح را ترجمه کنند که پیاده‌سازی ساختمان داده‌های مربوط در پایگاه داده است. این فرایند اغلب به نام طراحی پایگاه داده‌های منطقی، و خروجی مدل منطقی داده‌ها بیان شده در قالب یک طرح است. در حالی که مدل داده مفهومی (در تئوری حداقل) مستقل از انتخاب فناوری پایگاه داده است، مدل منطقی داده‌ها یک مدل پایگاه داده خاص پشتیبانی شده توسط DBMS را انتخاب می‌کند. (مدل شرایط داده‌ها و مدل پایگاه داده می‌باشد اغلب به جای یکدیگر استفاده می‌شود، اما در این مقاله ما با استفاده از مدل داده برای طراحی یک پایگاه داده خاص، و مدل پایگاه داده برای نماد مدل‌سازی بیان طراحی استفاده می‌کنیم) مدل پایگاه داده محبوب‌ترین پایگاه دادهٔ مدل رابطه‌ای، یا دقیق تر، مدل رابطه‌ای به عنوان زبان SQLنشان داده است. روند ایجاد یک طراحی پایگاه داده منطقی با استفاده از این مدل با استفاده از روش روشمند شناخته شده به عنوان روش عادی است. اطمینان حاصل می‌شود که در ابتدا «حقیقت» است که تنها در یک مکان ثبت شده، به‌طوری به روزرسانی و حذف به صورت خودکار برای حفظ انسجام انجام می‌شود. مرحله نهایی از طراحی پایگاه داده این است که تصمیم‌گیری برای عملکرد، مقیاس پذیری، بهبود، امنیت، و مانند آن تأثیر می‌گذارد که اغلب طراحی پایگاه داده‌های فیزیکی نامیده می‌شود. هدف کلیدی در این مرحله استقلال داده است، به این معنی که تصمیمات اتخاذ شده برای اهداف بهینه‌سازی عملکرد باید نامرئی باشد که برای پایان دادن به کاربران و برنامه‌های کاربردی است. طراحی فیزیکی عمدتاً توسط عملکرد مورد نیاز رانده می‌شود، و نیاز به دانش خوبی از الگوهای حجم کار و دسترسی انتظار می‌رود، و درک عمیق از ویژگی‌های ارائه شده توسط DBMS انتخاب شده است. یکی دیگر از جنبه طراحی پایگاه داده‌های فیزیکی امنیتی است. این شامل هر دو تعریف کنترل دسترسی به اشیاء پایگاه داده و همچنین تعریف سطوح امنیتی و روش برای داده‌ها است.

### بحث اجرایی و تخصصی
در زمینه ساخت بانک اطلاعاتی برخی کدنویسان غیرمتخصص هستند که در آغاز زندگی حرفه‌ای خود بدون آشنایی ساختاری با پایه‌های سرور بانک اطلاعاتی اقدام به ساخت جداول یا حتی ایجاد ارتباطات بین جدولی می‌کنند (relations یا RDBMS). در طراحی بانک اطلاعاتی چند بحث ثابت همیشه مطرح است از جمله نرمال‌سازی (اجتناب از تکرار برای صرفه‌جویی در حجم)، نانرمال‌سازی (تلاش برای تکرار برای افزایش سرعت)، آشنایی با indexing یا مرتب‌سازی هدفمند بر اساس حروف شامل کلاسترد ایندکس (تقریباً همان PKs) و ایندکس‌های دوم با مبحث لوک‌آپ دوم (برای مثال ایندکس نام پس از یافتن به کلاستردایندکس ردیف خودش که معمولاً PK است مراجعه می‌کند تا ردیف را استخراج کند) و بحث‌هایی مانند B-tree که برخی به اشتباه آن را با درخت باینری اشتباه می‌گیرند اما در واقع درخت خود-متعادل‌شونده است بدان معنی که خود سرور بر اساس تعداد ردیف‌های جدول اطلاعاتی تصمیم می‌گیرد که تا چند مرحله ایندکس‌ها را دسته دسته کند تا بتواند با مقایسه مقدار مورد جستجو در سریع‌ترین زمان ممکن به داده‌های ردیف مورد نظر برسد. سطوح مختلف این دسته‌بندی‌ها به سه گونه گره ریشه یا روت (تنها دسته‌بندی آغازین)، گره‌های شاخه با برنچ (میانی) و گره‌های برگ یا لیفز که به لیف پیجز شناخته‌می‌شوند (پایانی) وجود دارند. از جمله مباحث مهم افزایش کارایی بانک اطلاعاتی ایجاد ایندکس‌های ترکیبی یا کامپوزیت متناسب با نوع جستجو است که در زمان ایجاد ارتباطات بین جداول از اهمیت مهمی برخوردار است. در بین تمام این مباحث در برخی سرورها مانند مای‌اس‌کیوال اینکه از چه نوع موتور اطلاعاتی MyISAM یا InnoDB استفاده شود از اولین سوالات است زیرا اولی نماینده سرعت در ثبت اطلاعات است (معمولاً بایگانی) و دومی نماینده تعادل در سرعت هم ثبت و هم خواندن به این دلیل در اولی در زمان ثبت داده کل جدول را قفل می‌کند و با عنوان غیر تراکنشی یا غیر ترزاکشن شناخته می‌شود در حالی که دومی برعکس است و ردیف‌ها را قفل می‌کند.
معمولاً فرایند طراحی بانک اطلاعاتی پس از مرحله طوفان فکر یا مغز آغاز می‌شود که مرحله طراحی مدل نیز ممکن است در همان محیطی انجام شود که برای طوفان فکر استفاده شده مانند MS Visio اما معمولاً پس از قطعی شدن تصمیمات دربارهٔ ساختار پروژه، مرحله مدل‌کشی و طراحی پایگاه داده مستقیم در استودیوهای طراحی بانک اطلاعاتی مانند MySQL Workbench یا SQL server management studio انجام می‌شود از این رو چه پروژه تحت RUP یا اجیل اجرا شود تغییرات می‌تواند بلافاصله در مدل اصلی اعمال شود.
طراحی پایگاه باید به گونه‌ای باشد که از پیش با نحوه عملکرد لایه میانی مدل بانک اطلاعاتی روی برنامه استفاده‌کننده هماهنگ باشد (گاهی برعکس برنامه بر اساس بانک اطلاعاتی موجود ساخته می‌شود اما نه زمانی پایگاه داده مختص پروژه در حال طراحی است) برای مثال بسته به میزان وسعت پروژه و تعداد کاربران ممکن است از لایه الگوی نقشه‌کشی داده (Datamapper) با سرعت بالاتر برای پروژه‌های عظیم‌تر نسبت به الگوی ثبت کنشور (AR) که از سرعت‌پایین‌تری برخوردار است استفاده شود حتی در مواردی ممکن است امکان استفاده از هیچ‌گونه لایه ORM وجود نداشته باشد برای مثال به خاطر مسائل امنیتی هر گونه تراکنش بانک اطلاعاتی بواسطه procedureها و روتین‌های از پیش‌نوشته شده ایمن انجام شود و اجازه افزودن یا ویرایش روی سرور بانک اطلاعاتی برای کاربران سرور وجود نداشته باشد. اکثراً توصیه شده است که از AR برای پروژه‌هایی که کاربران بسیار دارند استفاده نشود در عوض دیتامپر گزینه بهتر است. در مبحث بانک‌های اطلاعاتی از عبارت دومین یا دامنه برای امور کاملاً متفاوتی استفاده می‌شود یکی از آن‌ها لایه دومین در تضاد با لایه بیزینس در دیتامپر است که یکی لایه کنترل‌کننده ثبت و ویرایش و بررسی ریلیشن داده‌هاست و دیگری لایه مدل‌سازی در برنامه که از لایه اول استفاده می‌کند.

## منابع اطلاعات

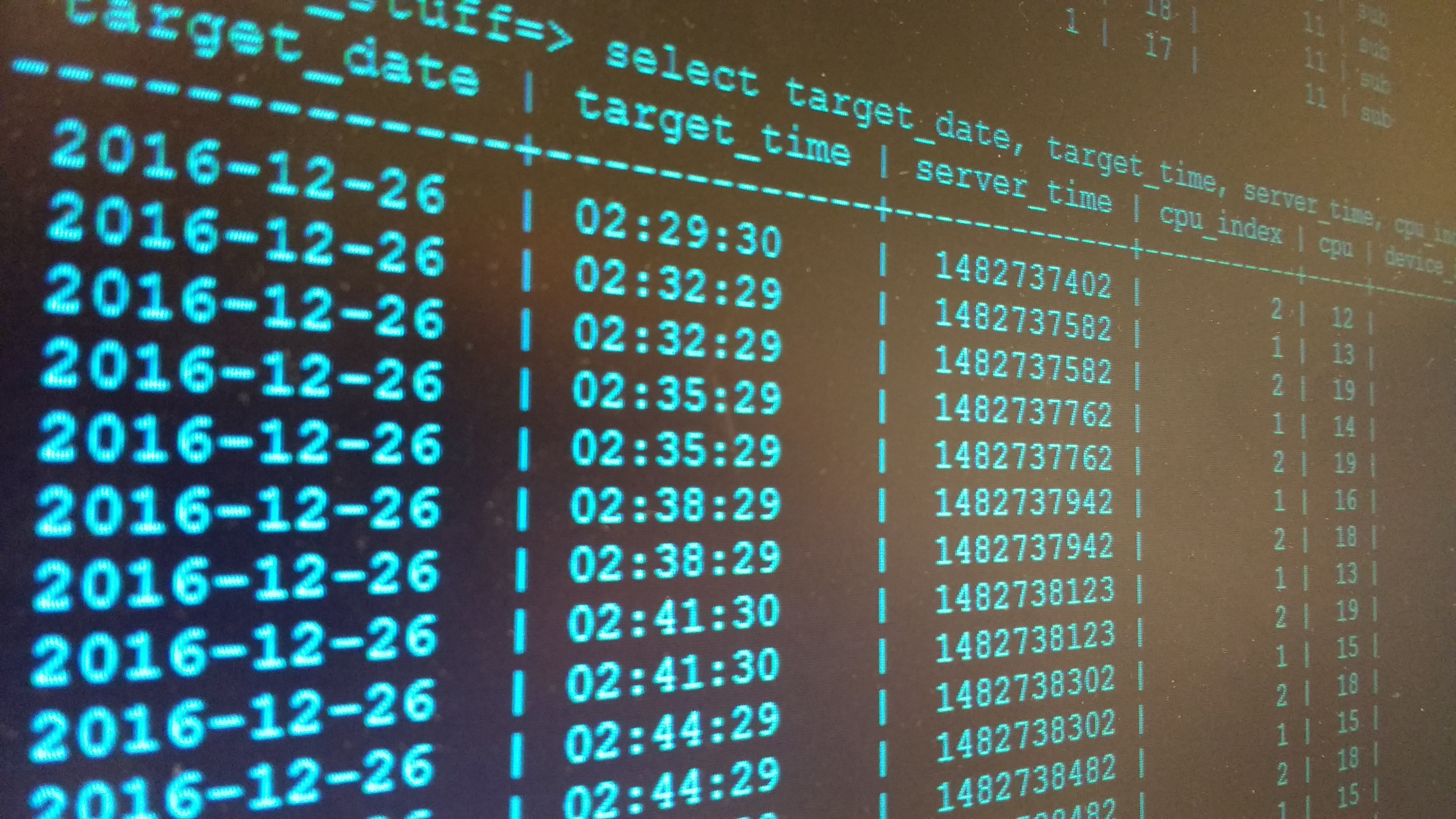
یک مثال از یک پایگاه داده SQL پرس و جو.